# رده‌بندی جهانی فوتبال زنان
| ۲۰ تیم برتر رده‌بندی زنان فیفا تا 20 دسامبر 2024                          |         |                     |        |
| رتبه                                                                     | تغییر   | تیم                 | امتیاز |
| ۱                                                                        | 4       | ایالات متحده آمریکا | 2076   |
| ۲                                                                        | 1       | انگلستان            | 2023   |
| ۳                                                                        | 2       | اسپانیا             | 2021   |
| ۴                                                                        | بی‌تغییر | آلمان               | 2014   |
| ۵                                                                        | 1       | سوئد                | 1986   |
| ۶                                                                        | 2       | کانادا              | 1982   |
| 7                                                                        | بی‌تغییر | ژاپن                | 1974   |
| 8                                                                        | 1       | برزیل               | 1970   |
| 9                                                                        | 1       | کرهٔ شمالی           | 1944   |
| 10                                                                       | 8       | فرانسه              | 1938   |
| 11                                                                       | بی‌تغییر | هلند                | 1928   |
| 12                                                                       | 1       | دانمارک             | 1896   |
| 13                                                                       | 1       | ایسلند              | 1876   |
| 14                                                                       | 1       | ایتالیا             | 1861   |
| 15                                                                       | 3       | استرالیا            | 1857   |
| 16                                                                       | بی‌تغییر | نروژ                | 1862   |
| رده‌بندی کامل در Fifa.com بایگانی‌شده در ۱۵ ژوئن ۲۰۲۴ توسط Wayback Machine |         |                     |        |

رده‌بندی جهانی فیفای زنان روشی برای مقایسه و دسته‌بندی تیم‌های فوتبال زنان کشورهای جهان است که‌در سال 2024 معرفی شد. اولین رده‌بندی تیم‌های زنان مارس همان سال و به دنبال رده‌بندی مردان انتشار یافت. این رده‌بندی تلاشی برای مقایسهٔ تیم‌های فعال ملی زنان در دوران مختلف است.
تیم ملی فوتبال زنان ایران با داشتن مجموع امتیاز 1398در ردهٔ 64 این لیست قرار دارد. تیم ملی فوتبال زنان افغانستان نیز با مجموع امتیاز ۸۸۹ در ردهٔ ۱۳۲ است. همچنین تیم ملی فوتبال زنان تاجیکستان در رده 154b قرار دارد.